# Архиепархия Белен-до-Пара
Архиепархия Белен-до-Пара (лат. Dioecesis Stantiana) — архиепархия Римско-католической церкви с центром в городе Белен, Бразилия. В митрополию Белен-до-Пара входят епархии Абаэтетубы, Браганса-до-Пары, Каметы, Кастаньяла, Макапы, Марабы, Понта-ди-Педраса, Сантарена, Сантиссима-Консейсан-ду-Арагуая, территориальная прелатура Маражо. Кафедральным собором архиепархии Белен-до-Пара является церковь Пресвятой Девы Марии Благодати.

## История
4 марта 1720 года Римский папа Климент XI выпустил буллу Copiosus in Misericordia, которой учредил епархию Белен-до-Пара, выделив её из епархии Сан-Луиш-до-Мараньяна. Первоначально епархия Белен-до-Пара входила в митрополию Лиссабона.
5 июня 1828 года Римский папа Лев XII издал буллу Romanorum Pontificum, которой присоединил епархию Белен-до-Пара к митрополии Сан-Салвадора-да-Баия.
27 апреля 1892 года и 21 сентября 1903 года епархия Белен-до-Пара передала часть своей территории новым епархии Амазонас (сегодня — Архиепархия Манауса) и территориальной прелатуре Сантарена (сегодня — архиепархия Сантарена).
1 мая 1906 года Римский папа Пий X издал буллу «Sempiternum Humani Generis», которой возвёл епархию Белен-до-Пара в ранг архиепархии.
В следующие годы архиепархия Белен-до-Пара передала часть своей территории новым церковным структурам:
- 18 июля 1911 года — епархии Сантиссима Консекао-до-Арагуайя (сегодня — Епархия Марабы);
- 14 апреля 1928 года — территориальной прелатуре Гурупи (сегодня — Епархия Браганса-до-Пары);
- 16 августа 1934 года — территориальной прелатуре Шингу;
- 29 ноября 1952 года — территориальной прелатуре Каметы (сегодня — Епархия Каметы);
- 25 ноября 1961 года — территориальной прелатуре Абаэте-де-Токантиса (сегодня — Епархия Абаэтетубы);
- 25 июня 1963 года — территориальной прелатуре Понта-ди-Педраса (сегодня — Епархия Понта-ди-Педраса);
- 29 декабря 2004 года — епархии Кастаньяла.

## Ординарии епархии
- епископ Bartolomeu do Pilar (4.03.1720 — 9.04.1733);
- епископ Guilherme de São José Antonio de Aranha (3.09.1738 — 18.05.1748);
- епископ Miguel de Bulhões e Souza (18.05.1748 — 24.03.1760);
- епископ João de São José de Queiroz da Silveira (24.03.1760 — 25.11.1763);
- епископ João Evangelista Pereira da Silva (17.06.1771 — 14.05.1782);
- епископ Cayetano Da Annunciação Brandão (16.12.1782 — 29.03.1790) — назначен архиепископом Браги;
- епископ Manoel de Almeida de Carvalho (21.06.1790 — 30.06.1818);
- епископ Romualdo de Souza Coelho (28.08.1820 — 15.02.1841);
- епископ José Affonso de Moraes Torres (22.01.1844 — 24.09.1857);
- епископ Antônio de Macedo Costa (17.12.1860 — 26.06.1890) — назначен архиепископом Сан-Салвадора-ди-Баия;
- епископ Jerónimo Thomé da Silva (26.06.1890 — 12.09.1893) — назначен архиепископом Сан-Салвадора-ди-Баия;
- епископ Antônio Manoel de Castilho Brandão (7.09.1894 — 5.06.1901);
- епископ Francisco do Rego Maia (5.06.1901 — 3.04.1906);
- архиепископ José Marcondes Homem de Melo (26.04.1906 — 6.12.1906);
- архиепископ Santino Maria da Silva Coutinho (6.12.1906 — 19.01.1923) — назначен архиепископом Масейо;
- архиепископ João Irineu Joffily (Joffly) (27.03.1924 — 1.05.1931);
- архиепископ Antônio de Almeida Lustosa (10.07.1931 — 19.07.1941) — назначен архиепископом Форталезы;
- архиепископ Жайме де Баррош Камара (15.09.1941 — 3.07.1943) — назначен архиепископом Рио-де-Жанейро;
- архиепископ Mário de Miranda Villas-Boas (10.09.1944 — 23.10.1956);
- архиепископ Alberto Gaudêncio Ramos (9.03.1957 — 4.07.1990);
- архиепископ Vicente Joaquim Zico (4.07.1990 — 13.10.2004);
- архиепископ Орани Жуан Темпеста (13.10.2004 — 27.02.2009) — назначен архиепископом Рио-де-Жанейро;
- архиепископ Alberto Taveira Corrêa (30.12.2009 — 6.08.2025, в отставке);
- архиепископ Júlio Endi Akamine, S.A.C. (6.08.2025 — по настоящее время).

## Источник
- Annuario Pontificio, Libreria Editrice Vaticana, Città del Vaticano, 2003, ISBN 88-209-7422-3
- Булла Romanorum Pontificum, Raffaele de Martinis, Iuris pontificii de propaganda fide. Pars prima, Tomo IV, Romae 1891, p. 685  (лат.)